# Cantharidus opalus cannoni
Cantharidus opalus cannoni es una subespecie de molusco gasterópodo de la familia Trochidae.

## Distribución geográfica
Se encuentra  en Nueva Zelanda.